# Buk za dráhou
Buk za dráhou je památný buk lesní převislý (Fagus sylvatica 'Pendula') v Kostelci nad Orlicí v okrese Rychnov nad Kněžnou.

## Základní údaje
- výška: 22 m (2009, AOPK)
- obvod: 310 cm (2009, AOPK)
- výška koruny: 16 m (2009, AOPK)
- šířka koruny: 18 m (2009, AOPK)
- věk: ?
- sanace: 2000, 2009

## Stav stromu a údržba
Jedinec je vitální, zdravý, v koruně jen s minimem proschlých větví. Kmen má boulovitý habitus. V roce 2000 byl proveden odborný prořez suchých větví, k dalšímu zásahu došlo roku 2009 (zdravotní řez).

## Památné a významné stromy v okolí
- Lípa ve Stradinské ulici
- Lípa u památníku obětem
- Platan u pošty
- Lípy na Palackého náměstí
- Červený buk u křižovatky